# Liste des ministres italiens du Commerce extérieur
Cet article dresse la liste des ministres italiens du Commerce extérieur entre 1946 et 2001 puis entre 2006 et 2008, périodes d'existence du ministère.

## Liste des ministres

### Royaume d'Italie
| Ministre | Ministre     | Mandat                             | Parti | Parti | Gouvernement |
| -------- | ------------ | ---------------------------------- | ----- | ----- | ------------ |
|          | Ugo La Malfa | 9 janvier 1946 – 20 février 1946   |       | PdA   | De Gasperi I |
|          | Mario Bracci | 20 février 1946 – 1er juillet 1946 |       | PdA   | De Gasperi I |

### République italienne
| Ministre (Naissance-Décès)                               | Ministre (Naissance-Décès)                  | Mandat                             | Parti | Parti       | Gouvernement      |
| -------------------------------------------------------- | ------------------------------------------- | ---------------------------------- | ----- | ----------- | ----------------- |
|                                                          | Pietro Campilli (1891-1974)                 | 14 juillet 1946 – 2 février 1947   |       | DC          | De Gasperi II     |
|                                                          | Ezio Vanoni 1903-1956)                      | 2 février 1947 – 1er juin 1947     |       | DC          | De Gasperi III    |
|                                                          | Cesare Merzagora (1898-1991)                | 1er juin 1947 – 1er avril 1949     |       | Indépendant | De Gasperi IV·V   |
|                                                          | Giovanni Battista Bertone (1874-1969)       | 1er avril 1949 – 28 janvier 1950   |       | DC          | De Gasperi V      |
|                                                          | Ivan Matteo Lombardo (1902-1980)            | 28 janvier 1950 – 5 avril 1951     |       | PSLI        | De Gasperi VI     |
|                                                          | Ugo La Malfa (1903-1979)                    | 5 avril 1951 – 16 juillet 1953     |       | PRI         | De Gasperi VI·VII |
|                                                          | Paolo Emilio Taviani (1912-2001)            | 16 juillet 1953 – 17 août 1953     |       | DC          | De Gasperi VIII   |
|                                                          | Costantino Bresciani Turroni (1882-1963)    | 17 août 1953 – 19 janvier 1954     |       | PLI         | Pella             |
|                                                          | Giordano Dell'Amore (1902-1981)             | 19 janvier 1954 – 10 février 1954  |       | DC          | Fanfani I         |
|                                                          | Mario Martinelli (1906-2001)                | 10 février 1954 – 6 juillet 1955   |       | DC          | Scelba            |
|                                                          | Bernardo Mattarella (1905-1971)             | 6 juillet 1955 – 20 mai 1957       |       | DC          | Segni I           |
|                                                          | Guido Carli (1914-1993)                     | 20 mai 1957 – 2 juillet 1958       |       | DC          | Zoli              |
|                                                          | Emilio Colombo (1920-2013)                  | 2 juillet 1958 – 16 février 1959   |       | DC          | Fanfani II        |
|                                                          | Dino Del Bo (1916-1991)                     | 16 février 1959 – 26 mars 1960     |       | DC          | Segni II          |
|                                                          | Mario Martinelli (1906-2001)                | 26 mars 1960 – 22 février 1962     |       | DC          | Tambroni          |
| Fanfani III                                              | Mario Martinelli (1906-2001)                | 26 mars 1960 – 22 février 1962     |       | DC          |                   |
|                                                          | Luigi Preti (1914-2009)                     | 22 février 1962 – 22 juin 1963     |       | PSDI        | Fanfani IV        |
|                                                          | Giuseppe Trabucchi (1904-1975)              | 22 juin 1963 – 5 décembre 1963     |       | DC          | Leone I           |
|                                                          | Bernardo Mattarella (1905-1971)             | 5 décembre 1963 – 24 février 1966  |       | DC          | Moro I·II         |
|                                                          | Giusto Tolloy (1907-1987)                   | 24 février 1966 – 25 juin 1968     |       | PSI         | Moro III          |
|                                                          | Carlo Russo (1920-2007)                     | 25 juin 1968 – 13 décembre 1968    |       | DC          | Leone II          |
|                                                          | Vittorino Colombo (1925-1996)               | 13 décembre 1968 – 6 août 1969     |       | DC          | Rumor I           |
|                                                          | Riccardo Misasi (1932-2000)                 | 6 août 1969 – 28 mars 1970         |       | DC          | Rumor II          |
|                                                          | Mario Zagari (1913-1996)                    | 28 mars 1970 – 18 février 1972     |       | PSI         | Rumor III         |
| Colombo                                                  | Mario Zagari (1913-1996)                    | 28 mars 1970 – 18 février 1972     |       | PSI         |                   |
|                                                          | Camillo Ripamonti (1919-2007)               | 18 février 1972 – 26 juin 1972     |       | DC          | Andreotti I       |
|                                                          | Matteo Matteotti (1921-2000)                | 26 juin 1972 – 23 novembre 1974    |       | PSDI        | Andreotti II      |
| Rumor IV·V                                               | Matteo Matteotti (1921-2000)                | 26 juin 1972 – 23 novembre 1974    |       | PSDI        |                   |
|                                                          | Ciriaco De Mita (1928)                      | 23 novembre 1974 – 30 juillet 1976 |       | DC          | Moro IV·V         |
|                                                          | Rinaldo Ossola (1913-1990)                  | 30 juillet 1976 – 21 mars 1979     |       | Indépendant | Andreotti III·IV  |
|                                                          | Gaetano Stammati (1908-2002)                | 21 mars 1979 – 4 avril 1980        |       | DC          | Andreotti V       |
| Cossiga I                                                | Gaetano Stammati (1908-2002)                | 21 mars 1979 – 4 avril 1980        |       | DC          |                   |
|                                                          | Enrico Manca (1931-2011)                    | 4 avril 1980 – 29 juin 1981        |       | PSI         | Cossiga II        |
| Forlani                                                  | Enrico Manca (1931-2011)                    | 4 avril 1980 – 29 juin 1981        |       | PSI         |                   |
|                                                          | Nicola Capria (1932-2009)                   | 29 juin 1981 – 1er août 1986       |       | PSI         | Spadolini I·II    |
| Fanfani V                                                | Nicola Capria (1932-2009)                   | 29 juin 1981 – 1er août 1986       |       | PSI         |                   |
| Craxi I                                                  | Nicola Capria (1932-2009)                   | 29 juin 1981 – 1er août 1986       |       | PSI         |                   |
|                                                          | Rino Formica (1927)                         | 1er août 1986 – 18 avril 1987      |       | PSI         | Craxi II          |
|                                                          | Mario Sarcinelli (1934)                     | 18 avril 1987 – 29 juillet 1987    |       | PSI         | Fanfani VI        |
|                                                          | Renato Ruggiero (1930-2013)                 | 29 juillet 1987 – 13 avril 1991    |       | PSI         | Goria             |
| De Mita                                                  | Renato Ruggiero (1930-2013)                 | 29 juillet 1987 – 13 avril 1991    |       | PSI         |                   |
| Andreotti VI                                             | Renato Ruggiero (1930-2013)                 | 29 juillet 1987 – 13 avril 1991    |       | PSI         |                   |
|                                                          | Vito Lattanzio (1926-2010)                  | 13 avril 1991 – 28 juin 1992       |       | DC          | Andreotti VII     |
|                                                          | Claudio Vitalone (1936-2008)                | 28 juin 1992 – 29 avril 1993       |       | DC          | Amato I           |
|                                                          | Paolo Baratta (1939)                        | 29 avril 1993 – 11 mai 1994        |       | Indépendant | Ciampi            |
|                                                          | Giorgio Bernini (1928-2020)                 | 11 mai 1994 – 17 janvier 1995      |       | FI          | Berlusconi I      |
|                                                          | Alberto Clò (1947) Ministre de l'Industrie  | 17 janvier 1995 – 18 mai 1996      |       | Indépendant | Dini              |
|                                                          | Augusto Fantozzi (1940-2019)                | 18 mai 1996 – 21 octobre 1998      |       | RI          | Prodi I           |
|                                                          | Piero Fassino (1949)                        | 18 mai 1996 – 26 avril 2000        |       | DS          | D'Alema I·II      |
|                                                          | Enrico Letta (1966) Ministre de l'Industrie | 26 avril 2000 – 11 juin 2001       |       | PPI         | Amato II          |
| Fusionné dans le ministère des Activités productives     |                                             |                                    |       |             |                   |
|                                                          | Emma Bonino (1948)                          | 17 mai 2006 – 8 mai 2008           |       | Rad         | Prodi II          |
| Fusionné dans le ministère du Développement économique   |                                             |                                    |       |             |                   |
| Titres successifs : - Commerce international (2006-2008) |                                             |                                    |       |             |                   |